# Daniel Czepko von Reigersfeld
Daniel Czepko von Reigersfeld (ur. 23 września 1605 w Koskowicach koło Legnicy, zm. 8 września 1660 w Wołowie) – śląski poeta i dramatopisarz, tworzący w języku niemieckim.
Pochodził z rodziny o morawskich korzeniach. Czepko do 1623 uczęszczał do szkoły łacińskiej w Świdnicy oraz studiował prawo i medycynę w Lipsku i Strasburgu. W 1626 wyjechał na dalszą naukę do Francji i Włoch. Następnie służył na dworze margrabiego Badenii oraz był prawnikiem i zarządcą w Spirze. W 1629 powrócił na Śląsk. Z powodu prześladowań protestantów był zmuszony opuścić swój majątek ziemski koło Świdnicy; pracował potem jako nauczyciel domowy w majątku Dobrosławice koło Kędzierzyna-Koźla. W 1634 wrócił do Świdnicy, a w 1656 nadano mu tytuł szlachecki i nazwisko "von Reigersfeld". Od 1658 był radnym w Legnicy, przewodniczącym Landtagu i radnym cesarstwa. Pochowany w Kościele Pokoju w Świdnicy.
Jego najważniejsze utwory to poetycka sielanka Corydon und Phyllis oraz zbiór epigramatów Sexcenta Monodisticha Sapientium. To ostatnie dzieło, napisane w latach 1640–1647, ukazuje religijne i filozoficzne poglądy Czepki, ukształtowane pod wpływem Paracelsusa oraz mistyków Mistrza Eckharta i Jakoba Böhmego. Poezja Czepki wywarła silny wpływ na twórczość Angelusa Silesiusa.